# Epiplatys fasciolatus
 Epiplatys fasciolatus és una espècie de peix de la família dels aploquèilids i de l'ordre dels ciprinodontiformes.

## Morfologia
Els mascles poden assolir els 9 cm de longitud total.

## Distribució geogràfica
Es troba a Àfrica: des de Guinea Bissau fins al sud de Libèria.